# Acceglio
Acceglio – miejscowość i gmina we Włoszech, w regionie Piemont, w prowincji Cuneo.
Według danych na rok 2004 gminę zamieszkiwało 190 osób, 1,3 os./km².